# 1909

## أحداث
- تأسيس مدينة فيلا أديلينا وتقع حاليا في الأرجنتين.
- تأسيس مدينة إنوغو وتقع حاليا في نيجيريا.
- تأسيس مدينة توريون وتقع حاليا في المكسيك.
- تأسيس مدينة ميدغري وتقع حاليا في نيجيريا.
- 11 أبريل: تأسيس مدينة تل أبيب.
- 18 يوليو: تأسيس مدينة رافائيل كالسادا وتقع حاليا في الأرجنتين.
- بداية حرب مليلية في 9 يوليو 1909 والتي انتهت في 1910.

### أبريل
- 27 أبريل - خلع عبد الحميد الثاني من العرش العثماني

### أغسطس
- 4 أغسطس - بداية الإضراب السويدي العام.

### أكتوبر
- 13 أكتوبر - تنفيذ الحكم بالإعدام على اللاسلطوي فرانسيسك فيرير في برشلونة بعد أحداث الأسبوع المأساوي.

## مواليد
- أبو القاسم الشابي
- أحمد بحنيني
- أحمد بدرخان
- أحمد فنيش
- أحمد مظهر العظمة
- أديب الشيشكلي
- أكرم زعيتر
- أميدو غليليت
- أندريه جروميكو
- أنيس عبيد
- أوجين يونسكو
- أولدريتش نيجيدالي
- إدوارد تاتوم
- إيليا كازان
- الحبيب ثامر
- الهادي الجويني
- بيل دودغين
- بيني غودمان
- بييترو أركاري
- توحيدة بن الشيخ
- توفيق الطويل
- جلولي فارس
- جمال بدران
- جوزيبي بيغونيو
- جوزيبي فياني
- جون أكروبولس
- جون باردين
- جيسيكا تاندي
- جيوفاني موريتي
- دوروتيا تسيمان
- دين راسك
- رشاد الشوا
- رشاد مهنا
- روجر ريفال
- زوزو شكيب
- سانتياغو أورتيزبيريا
- سعيد الأفغاني
- طلال بن عبد الله بن الحسين بن علي
- عبد الجبار حامد الجومرد
- عبد الزهراء الكعبي
- عبد السلام هارون
- عبد الكريم الكرمي
- عبد الله جنون
- عز الدين ذو الفقار
- عز الدين فريد
- عزريئيل كارليباخ
- علي البلهوان
- علي الطنطاوي
- عماد حمدي
- فهد السالم الصباح
- فيليو كايافا
- قسطنطين زريق
- كوامي نكروما
- مات بسبي
- مجيد لولو البغدادي
- محمد الأحمد الجابر الصباح
- محمد الخامس بن يوسف
- محمد الفاضل بن عاشور
- محمد رفيع حسين معرفي
- محمد عبد الهادي أبو ريدة
- محمود محمد شاكر
- محمود محمد طه
- مصطفى خريف
- ميخائيل ميل
- نايف حمد الدبوس
- هانز فير
- ويسلي بولين
- ويليام مونتغمري واط
- يانيس ريتسوس
- يو ثانت
- 18 يناير - عبد السلام هارون، مؤرخ مصري.
- 17 فبراير - جيرونيمو قائد قبيلة الاباتشي من الهنود الحمر.
- 26 ديسمبر - اولدريتش نيجيدالي لاعب كرة قدم تشيكوسلوفاكي
- ماريون دنهوف - صحفية ألمانية

## وفيات
- عبود الطريحي
- محمود عمر الباجوري
- إسحق ألبينيز
- إيتو هيروبومي
- جورج دبليو إيمري
- رضا الطالباني
- زايد بن خليفة آل نهيان
- لودفيغ موند
- ليوبولد الثاني ملك بلجيكا
- هيرمان مينكوفسكي
- أبو الفيض الكتاني، فقيه ومتصوف وشاعر مغربي.
- لورينزو ييتس، إحاثي وطبيب أسنان أمريكي.
- يوحنا كرونشتادت، قديس روسي

### يناير
- 1 يناير:  مولي إيفيلين مور ديفيس ، شاعرة وكاتبة ومحررة أمريكية.
- 2 يناير:  مارتا أبرو ، فاعلة خير كوبية.
- 6 يناير:  جورج ديكسون ، ملاكم أمريكي من أصل كندي.
- 8 يناير:  هاري سيلي ، عالم الحفريات بريطاني.
- 10 يناير:  جوليا كولمان ، معلمة وناشطة ومحررة وكاتبة أمريكية.
- 10 يناير:  تشارلز فيرنون كالفر ، سياسي أمريكي.
- 11 يناير:  جوزيف وارتون ، صناعي وتربوي أمريكي.
- 12 يناير:  هيرمان مينكوفسكي ، عالم رياضيات ألماني.
- 14 يناير:  آرثر ويليام بيكيت ، صحفي إنجليزي.
- 14 يناير:  زينوفي روزيستفينسكي ، أميرال روسي.
- 15 يناير:  أرنولد يانسين ، كاهن وقديس كاثوليكي ألماني.
- 22 يناير:  هاتي تينغ جريسوولد ، مؤلفة أمريكية.
- 24 يناير:  بيتر سيبيسانو أوريليان ، رئيس وزراء رومانيا التاسع عشر.
- 27 يناير:  بينوا كونستانت كوكلين ، ممثل مسرحي فرنسي.
- 30 يناير:  مارثا فينلي ، معلمة أمريكية ومؤلفة.

### فبراير
- 5 فبراير:  ألكسندر سانت إيف دالفيدر، عالم فرنسي في العلوم الغامضة.
- 8 فبراير:  كاتول منديس، شاعر فرنسي.
- 13 فبراير:  هانس بيتر يورغن يوليوس تومسن، كيميائي دنماركي.
- 17 فبراير:  جيرانيمو، زعيم قبائل الأباتشي في امريكا.
- 17 فبراير:  فلاديمير الكسندروفيتش، أمير وضابط في الجيش الروسي.
- 20 فبراير:  بول رانسون، رسام فرنسي.
- 26 فبراير:  كاران داش، رسام كاريكاتير سياسي فرنسي.
- 26 فبراير:  هيرمان إبنجهاوس، عالم نفس ألماني.

### مارس
- 6 مارس:  غوستاف آف جاييرستام، روائي سويدي.
- 13 مارس:  ويليام جاكسون بالمر، المؤسس الأمريكي لمدينة كولورادو سبرينجز.
- 16 مارس:  إيجرتون، إيرل إيجرتون الأول، سياسي ورئيس قناة مانشستر للسفن.
- 24 مارس:  جون ميلينغتون سينغ، كاتب مسرحي أيرلندي.
- 25 مارس:  روبيرتو كابي، ملحن إسباني.

### ابريل
- 1 أبريل – السير مارشال كلارك ، المسؤول الاستعماري البريطاني.
- 3 أبريل – باسكوال سيرفيرا إي توبيتي ، أميرال إسباني.
- 8 أبريل – هيلينا مودجيسكا ، ممثلة بولندية.
- 10 أبريل – ألجيرنون تشارلز سوينبورن ، شاعر إنجليزي.
- 13 أبريل – السير دونالد كوري ، قطب الشحن البريطاني.
- 14 أبريل – ميغيل أنخيل خواريز سيلمان ، رئيس الأرجنتين العاشر.
- 19 أبريل – سيجن رينك ، كاتبة وعالمة إثنولوجيا دنماركية.
- 28 أبريل – فريدريك هولبروك ، حاكم ولاية فيرمونت.

### مايو
- 2 مايو – مانويل أمادور غيريرو ، أول رئيس لبنما.
- 4 مايو – هيلين مار هورد ، معلمة وشاعرة أمريكية.
- 7 مايو – أليكسيس توت ، زعيم الكنيسة الأرثوذكسية الروسية.
- 9 مايو – أوغستا جين إيفانز ، مؤلفة أمريكية للأدب الجنوبي.
- 10 مايو – فوتاباتي شيمي ، مؤلف ومترجم ياباني.
- 12 مايو – السير هيو جوغ ، جنرال بريطاني، حائز على صليب فيكتوريا.
- 12 مايو – بيرثا تاونسند ، بطلة التنس الأمريكية.
- 17 مايو – هيلجي ألكسندر هاوجان ، مسؤول تنفيذي مصرفي أمريكي.
- 18 مايو – إسحاق ألبينيز ، ملحن إسباني.
- 18 مايو – جورج ميريديث ، روائي وشاعر إنجليزي.
- 20 مايو – إرنست هوجان ، راقص وموسيقي وكوميدي أمريكي.

### يونيو
- 10 يونيو – إدوارد إيفرت هيل ، مؤلف ومؤرخ أمريكي.
- 14 يونيو – أفونسو بينا ، الرئيس السادس للبرازيل.
- 24 يونيو – سارة أورني جيويت ، كاتبة أمريكية.

### يوليو
- 8 يوليو – جاستون، ماركيز دي جاليفيت ، جنرال فرنسي.
- 9 يوليو – كاسيمير فيليكس غراف فون باديني ، الوزير ورئيس سيسليثانيا الثالث عشر.
- 11 يوليو – سيمون نيوكومب ، عالم فلك ورياضيات كندي أمريكي.
- 18 يوليو – كارلوس دوق مدريد.
- 19 يوليو – أراي إيكونوسوكي ، ساموراي ياباني.
- 20 يوليو – يوهانا ميستورف ، عالمة آثار ألمانية.
- 22 يوليو – ديتليف فون ليلينكرون ، شاعر ألماني.
- 23 يوليو – السير فريدريك هولدر ، رئيس وزراء جنوب أستراليا التاسع عشر.

### أغسطس
- 5 أغسطس – ميغيل أنطونيو كارو ، زعيم سياسي كولومبي.
- 8 أغسطس – ماري ماكيلوب ، راهبة وقديسة كاثوليكية أسترالية.
- 14 أغسطس – ويليام ستانلي ، مخترع ومهندس بريطاني.
- 15 أغسطس – إقليدس دا كونها ، مؤلف برازيلي.
- 22 أغسطس – هنري رادكليف كروكر ، طبيب أمراض جلدية إنجليزي.
- 25 أغسطس – بيساريون جوغاشفيلي ، صانع الأحذية الجورجي، والد جوزيف ستالين.
- 27 أغسطس – إميل كريستيان هانسن ، عالم فيزيولوجيا التخمير دنماركي.

### سبتمبر
- 2 سبتمبر:  بوحمارة، ثائر ومعارض مغربي نازع العلويين على حكم المغرب.
- 2 سبتمبر:  ديلاسينسييري ، المهندس المعماري البلجيكي.
- 4 سبتمبر:  كلايد فيتش، كاتب مسرحي أمريكي.
- 5 سبتمبر:  لويس بوفو، كيميائي فرنسي.
- 7 سبتمبر:  يوجين ليفبفر، رائد الطيران الفرنسي.
- 18 سبتمبر:  غريغور توسيليسكو، مؤرخ روماني، عالم آثار.
- 22 سبتمبر:  فرديناند فيربير ، ضابط في الجيش الفرنسي، طيار رائد.
- 27 سبتمبر:  جيولا دوناث، نحات مجري.
- 29 سبتمبر:  فلاديمير فيدريتش، شاعر كرواتي.

### أكتوبر
- 7 أكتوبر – ويليام توماس بايبس ، سياسي كندي، رئيس وزراء نوفا سكوشا السادس.
- 13 أكتوبر – فرانسيسكو فيرير ، أناركي إسباني (أُعدم).
- 17 أكتوبر – ساجين إيشيزوكا ، طبيب وخبير تغذية ياباني.
- 19 أكتوبر – تشيزاري لومبروزو ، عالم إجرام وطبيب إيطالي.
- 24 أكتوبر – روفوس دبليو بيكهام ، قاضي مشارك في المحكمة العليا للولايات المتحدة.
- 26 أكتوبر – إيتو هيروبومي ، أول رئيس وزراء لليابان (اغتيل.

### نوفمبر
- 9 نوفمبر – ويليام باول فريث ، رسام إنجليزي.
- 14 نوفمبر – جوشوا سلوقوم ، بحار ومغامر أمريكي من أصل كندي.
- 18 نوفمبر – رينيه فيفيان ، شاعرة أمريكية من أصل بريطاني.

### ديسمبر
- 10 ديسمبر – ريد كلاود ، محارب من قبيلة السيوكس.
- 14 ديسمبر – أغوستي كيرول سوبيراتس ، نحات إسباني.
- 15 ديسمبر – فرانسيسكو تاريجا ، عازف جيتار وملحن إسباني.
- 17 ديسمبر – ليوبولد الثاني ملك بلجيكا ملك بلجيكا.
- 16 ديسمبر - أديلايد من لوينشتاين-ويرثيم-روزنبرغ ، زوجة ملكة البرتغال.
- 16 ديسمبر - لينا مورغنسترن ، كاتبة ألمانية ومعلمة ونسوية وداعية للسلام.
- 18 ديسمبر – الدوق الأكبر ميخائيل نيكولايفيتش ، ملك روسيا.
- 26 ديسمبر – فريدريك ريمينجتون ، فنان رعاة البقر والنحات الأمريكي.

## نال جائزة نوبل
- في الفيزياء – مناصفة بين الإيطالي غولييلمو ماركوني والألماني كارل براون.
- في الكيمياء – الألماني فيلهلم أوستفالد.
- في الطب – السويسري تيودور كوخر.
- في الأدب – السويدية سلمى لاغرلوف.
- في السلام – مناصفة بين البلجيكي أوجست ماري فرنسوا برناريت والفرنسي بول دو كونستنت.